# Ekenäs Sparbank
Ekenäs Sparbank Ab är en självständig sparbank i Finland som grundades år 1859. Banken är den äldsta banken i Finland som fortfarande har verksamhet i landet. Hemorten för Ekenäs Sparbank är Raseborg och banken har kontor i Ekenäs, Karis, Kyrkslätt, Ingå och Hangö. Bankens huvudbyggnad, som är belägen i Ekenäs centrum, är ritad av arkitekten Alvar Aalto.